# سعيد بن عبد الله الحنفي
سعيد بن عبد الله الحنفي (توفي في 61هـ/ 680 م) كان من أصحاب الحسين بن علي، ومن المشاركين في معركة كربلاء ومن قتلاها.

## سيرته
كان سعيدًا من أهل الكوفة الذين بايعوا مُسلم بن عقيل، وكان داعمًا له فقد أوصل كتاب مسلم إلى الحسين عندما كان في مكة وسار برفقته إلى العراق.

## مقتله
قُتل في معركة كربلاء عام 61هـ، ذكر ابن طاوس في قصة مقتله: 